# Centrale nucléaire d'Anshas
La centrale nucléaire d'Anshas (aussi orthographiée Inshas) est une centrale nucléaire expérimentale située dans un centre de recherche à la périphérie du Caire dans le Delta du Nil en Égypte.
Le centre de recherche nucléaire d'Anshas est soumis à l'Autorité de l'énergie atomique égyptienne et il rassemble plusieurs laboratoires et réacteurs nucléaires pour la recherche égyptienne.

## Description
Le complexe nucléaire d'Inshas comprend 3 principales installations :
- un accélérateur de particules du type Van De Graff de 4 MW (ICF (Inshas Cyclotron Facility)
- un réacteur à eau légère de 2 mégawatts thermiques, fourni par l'URSS et mis en service en 1961 (ETRR-1)
- un réacteur à eau légère à uranium enrichi de 22 mégawatts thermiques, fourni par l'Argentine et mis en service en 1997 (ETRR-2)

Le centre comprend également :
- un laboratoire de recherche sur les rayonnements ionisants NCRRT,
- un laboratoire de traitement et analyse des matériaux irradiés HLWMC,
- un laboratoire de mécanique,
- un laboratoire d'électronique,
- un laboratoire à eau lourde,
- un incinérateur de déchets à faible activité.

### Polémique sur les applications militaires
Selon certaines sources, le centre de recherche d'Inshas aurait procédé à de nombreuses expériences non déclarées - à l'AIEA - pouvant être utiles à la réalisation d'un programme militaire. Selon un rapport confidentiel de l'Agence internationale de l'énergie atomique (AIEA) dévoilé en mai 2009, des traces d'uranium hautement enrichi auraient été découvertes à deux reprises, en 2007 et 2008, sur le site d'Inshas, alors que l'Égypte n'entretient pas de programme nucléaire de production d'électricité et n'a jamais cherché à se doter de la bombe atomique.

## Incidents
En avril 2010, une des pompes de refroidissement du réacteur de ETRR-1 s'est fissurée. D'après le directeur de l'Autorité égyptienne de l'énergie atomique, le dispositif a été réparé sans fuites d'eau radioactive. L'incident s'est produit après que le réacteur fut mis en marche sans autorisation.
Le 4 juin 2011, à la suite de l'explosion d'une pompe du réacteur, alors mis en service sans autorisation, une fuite de 10 m3 d'eau radioactive s'est produite. L'incident est classé niveau 3 de l'échelle INES.
Le directeur du département de recherche nucléaire égyptien, Samer Meikheimar, a précisé que “Le fait que le réacteur était par chance non activé le lendemain de l’incident a sauvé le territoire d’un désastre environnemental“.